# Michèle Petit
Michèle Petit (París en 1946) es una antropóloga francesa.
Trabaja como investigadora de la Universidad de París 1 y es miembro honorario del laboratorio LADYSS (Laboratorio de dinámicas sociales y recomposición de los espacios) del Centro Nacional para la Investigación Científica (CNRS) en Francia.   Dicho laboratorio se dedica al uso de las prácticas culturales y artísticas de los espacios en crisis.
Sus principales líneas de investigación son la lectura y su función en la construcción o reconstrucción de la identidad, así como los espacios de lectura. Ha publicado distintas obras a partir de sus reflexiones e investigaciones y ha sido invitada a diversos seminarios y congresos en varios países, particularmente en América Latina. Actualmente es una de las mayores autoridades sobre la lectura a nivel mundial.

## Vida

### Primeros años y juventud, entre Francia y América Latina
Michèle Petit se inició en el mundo de la lectura a través de libros ilustrados, álbumes, revistas y relatos de Philippe Corentin. En sus primeras lecturas, Michèle aprendió a darle forma a tempranas angustias y sueños de fuga vinculados con el recuerdo colectivo de la guerra y con un temor personal de que estallara una nueva. Más tarde, a sus doce años, continuó leyendo series, libros de aventuras, novelas policiacas, tiras cómicas y, finalmente, descubrió a los clásicos de la literatura francesa. Las ideas surgidas a partir de estos primeros acercamientos a la literatura dieron origen a varios de los temas que trabajaría y replantearía años más tarde en sus reflexiones acerca de la experimentación subjetiva de la lectura y de su significación en la vida común de los lectores.
A los trece años, Michèle Petit se mudó junto con sus padres a América Latina, específicamente a Bogotá en Colombia. Permaneció en ese país cerca de tres años, tiempo en el cual tuvo sus primeros acercamientos a las grandes bibliotecas, al teatro y a la actuación. Luego de regresar a Francia hizo algunos viajes por el Mediterráneo. Durante sus últimos años de liceo se refugió en lecturas como Rimbaud, Eluard, Apollinaire, Camus, Prévert, Sartre, Gide y Beauvoir.

### Carrera
Al terminar el bachillerato, Petit, para cumplir con las expectativas de sus padres, decidió estudiar Sociología en la Universidad Panthéon-Sorbonne (Paris 1) y no una carrera de Letras. En su “Autobiografía lectora” menciona que en la universidad empezó a interesarse en el psicoanálisis al leer a Freud. Asimismo, siendo estudiante viajó a España y recorrió el Mediterráneo. 
A los 22 años ingresó a la Escuela de Estudios Orientales donde estudió Griego Moderno y de ahí se graduó a los 25 años. Durante esa época, ella menciona que descubrió los poemas de Elytis y Cavafis. En ese momento dio inicio lo que ella llama su “etapa oriental”, acrecentada por su amor hacia el Mediterráneo, durante la cual leyó a autores como Vittorini, Lorca, Schehadé, Mayakovski, Nazim Hikmet, Fadhma Amrouché, Seferis, Kazantzakis, Homero y Orhan Pamuk. Con los años, su preferencia por lo oriental se amplió hacia autores de Europa Central, como Rilke y Proust.
Años más tarde aceptaría que todos los viajes realizados y las experiencias vividas a lo largo de ellos la condujeron a convertirse en antropóloga y estudiar psicoanálisis.
En 1972 empezó a trabajar en el Centro Nacional para la Investigación Científica, donde realizó investigaciones sobre las diásporas china y griega. Desde 1992 ha elaborado estudios en el ámbito de la lectura. A partir del año 2005 se ha dedicado a estudiar la función de esta en espacios con situaciones críticas.
A lo largo de su carrera ha sido invitada a diversos eventos académicos y culturales, entre los cuales la mayoría han tenido lugar en América Latina. En 1997, regresó por primera vez al continente americano para dar un seminario sobre lectura en México. En ese viaje conoció a Daniel Goldin, su editor en México, con el cual ha publicado diversos libros. 
Igualmente, Petit ha impartido cursos en línea para la Universidad de Barcelona y en la Facultad Latinoamericana de Ciencias Sociales (FLACSO) en Buenos Aires, Argentina.

## Planteamientos
Michèle Petit es conocida por partir de la experiencia del lector para hablar de la lectura. La obra de Michèle Petit está marcada por las vivencias personales y colectivas de los lectores con los que ha tenido contacto, por la reflexión acerca de las apropiaciones que surgen durante y después de leer, y por la conciencia de los cambios o ajustes psíquicos que devienen de la lectura. Para esta antropóloga, parte importante de la experiencia de lectura es la posibilidad que esta brinda de dar un espacio al pensamiento imaginativo, la memoria y la representación del futuro. Petit concibe a la lectura también como una posibilidad de hacerse consciente del tiempo histórico, a partir del encuentro de generaciones que se da entre las voces que narran y los lectores. De igual manera, asegura que la lectura ayuda a construir la subjetividad de las personas, o bien a reconstruirla en la adversidad y que por lo tanto la lectura es un derecho vital. 
Michèle Petit ha hecho notar que leer, además de hacer que las personas evoquen su propia vida, las motiva a hablar, a sentirse poseedores de la palabra. Señala que la lectura en voz alta sugiere a los lectores que son capaces de tener una voz propia. Otro punto importante de su pensamiento es que la lectura favorece las transiciones entre el sujeto lector y los otros. De acuerdo con Petit, la apertura hacia el exterior, la creación de continuidades, el reforzamiento de lazos comunes y el compartir son situaciones inherentes a la lectura.
A partir de 1992, hay un interés especial en ella por estudiar los procesos de lectura a través de métodos cualitativos y por reflexionar acerca de la experiencia íntima y social de los lectores con los libros. Como método en sus investigaciones, elabora diversas prácticas de campo y entrevistas a distintos tipos de lectores. Asimismo, se ha interesado por conocer las distintas funciones que cumplen las bibliotecas públicas en el medio social en el que se insertan. También ha sugerido que la formación de un lector depende de sus primeros contactos con los libros y de la observación que el niño hace de los adultos lectores.
Petit rechaza el utilitarismo de la lectura y propone que puede servir para muchas otras cosas además del conocimiento académico, al tiempo que también señala de que el acto de leer puede sobrepasar un mero placer.

### La formación de lectores
Michèle Petit también se ha referido en sus trabajos a los mediadores de lectura. Ella sugiere que los mediadores deben acudir a los sitios en donde resulta difícil acceder a la cultura escrita, por ejemplo en medios rurales o barrios marginados. Previamente, el mediador de lectura habría de recordar su propia relación con los libros, ya que de esta manera podrá transmitir un mensaje creíble en el que la lectura se reconozca más como una actividad que invita a la libertad, a la emancipación, y no de manera directa a la obligación.
Respecto a las dinámicas de mediación, ha hecho hincapié en la importancia de la manipulación de los libros y en el intercambio de ellos. De igual modo, ha indicado el impacto que tiene la lectura en grupo, como un espacio que permite crear escenarios democráticos e inclusivos. Petit considera que la lectura compartida es un mecanismo para unir a la gente y generar transformaciones a través de las experiencias estéticas. La antropóloga propone que la principal tarea del mediador de lectura es apoyar a la apropiación de la cultura escrita y provocar oportunidades de encuentros entre libros, personas y mundos.

## Obra

### Libros publicados
- Identité, lecture, écriture (1993), París: Editions de la BPI/Centre Georges Pompidou.
- Lecteurs en campagnes : les ruraux lisent-ils autrement ? (1993), París: Editions de la BPI/Centre Georges Pompidou.
- De la bibliothèque au droit de cité : parcours de jeunes (1997), París: Editions de la BPI/Centre Georges Pompidou.
- Nuevos acercamientos a los jóvenes y la lectura (1999), México: Fondo de Cultura Económica.
- Lecturas: del espacio íntimo al espacio público (2001), México: Fondo de Cultura Económica.
- Éloge de la lecture : la construction de soi (2002), París: Editions Belin.
- Une enfance au pays des livres (2007), París: Editions Didier-Jeunesse.
- L'art de lire ou comment résister à l'adversité (2008), París: Editions Belin.
- Una infancia en el país de los libros (2008), México: Océano.
- Dos o tres pasos hacia el mundo de lo escrito (2008), Bogotá: Asolectura.
- El arte de la lectura en tiempos de crisis (2009), México: Océano.
- Lire le monde. Expériences de transmission culturelle aujourd’hui (2014), París: Editions Belin.

### Artículos y conferencias publicadas
- "La lecture, un chemin de traverse vers la citoyenneté" en Christiane El Hayek (coord.), La lutte contre l'illettrisme en milieu rural (1997), París: La documentation française.
- "¿Cómo pueden contribuir las bibliotecas y la lectura a luchar contra la exclusión?", en ¿Dónde están los lectores? (1998), Salamanca: Fundación Germán Sánchez Ruipérez (traducido por Claudia Méndez), pp. 109-132.
- "El papel de los mediadores", en Educación y bibliotecas (1999), n.º 105, Madrid, pp. 3-19.
- "Los lectores no dejan de sorprendernos", en La Mancha (2000), n.º 12, Buenos Aires, pp. 4-7.
- “Elogio del encuentro", en Memorias del 27.º Congreso IBBY (2001), Bogotá: Fundalectura (traducido por Diana Luz Sánchez), pp.79-90.
- “¡¿"Construir" lectores?!", en Hojas de lectura (2001), núm.56, Bogotá, pp.20-24.
- "Pero, ¿y qué buscan nuestros niños en sus libros?", en Lectura sobre lecturas / 2 (2002), México: Consejo Nacional para la Cultura y las Artes (traducido por Diana Luz Sánchez), pp. 9-42.
- "La biblioteca o el jardín interior preservado", en Formación de lectores: escuela, biblioteca pública y biblioteca escolar (2002), Bogotá: Fundalectura (traducido por Diana Luz Sánchez y Ana Velasco), pp.27-47.
- "Por los derechos culturales de las poblaciones marginadas", en Formación de lectores: escuela, biblioteca pública y biblioteca escolar (2002), Bogotá: Fundalectura (traducido por Orlando Santamaría), pp.302-312.
- “La biblioteca, un espacio donde construir la propia ciudadanía", en Les biblioteques públiques: espais d'integració social (2002), Barcelona: Centro UNESCO de Catalunya, pp. 27-47.
- “La lectura reparadora", en Espacios para la lectura (2002), núms. 6-7, México, pp. 4-5.
- "El extraño objeto que nos reúne", conferencia inaugural del Seminario internacional "Lectura: pasado, presente, futuro", Centro Universitario de Investigaciones Bibliotecológicas, Universidad Nacional Autónoma de México, México, 29 de septiembre. Publicado en breve por la UNAM en Memorias del seminario (2003).
- "Las bibliotecas, garantes de mi libertad", en Pérez Iglesias, Javier (ed.), Palabras para la biblioteca (2004), Madrid: Educación y bibliotecas / Junta de Castilla-La Mancha, pp.177-179.
- "Leer & liar" (conferencia inaugural) y "Lecturas y familia" (intervención en la mesa redonda), Seminario internacional "Lecturas, de lo íntimo a lo público" (15 y 16 de noviembre). México: Consejo Nacional para la Cultura y las Artes, XXIV FILIJ. Publicado en breve por CONACULTA en Lecturas sobre lecturas (2004).
- "Una experiencia literaria compartida en un pueblo español", Seminario internacional "Lectura: pasado, presente, futuro", México: Centro Universitario de Investigaciones Bibliotecológicas, Universidad Nacional Autónoma de México, 22 de noviembre. Publicado en breve por la UNAM en Memorias del seminario (2004).
- "Conjugar lecturas, compartir culturas", I Congreso de literatura infantil y juvenil, Universidad Internacional Menéndez Pelayo, Santander 15 de octubre. Publicado en Actas del I Congreso de literatura infantil y juvenil (2004), Zaragoza: Editorial Luis Vives, pp.23-45.
- "La lecture dans des espaces en crise" en Actes du colloque international. Littérature et pratiques d'enseignement, apprentissage : difficultés et résistances, organizado por l'IUFM d'Aix-Marseille, del 20 al 22 de octubre de 2005.
- "¡Una biblioteca no es solamente un hanger de libros!" en El Bibliotecario (junio de 2005), n.º 48, México, pp. 2-6.